# São Raimundo Nonato (gemeente)
São Raimundo Nonato is een gemeente in de Braziliaanse deelstaat Piauí. De gemeente telt 38.934 inwoners (schatting 2022).

## Geografie

### Aangrenzende gemeenten
De gemeente grenst aan Coronel José Dias, São Lourenço do Piauí, Dirceu Arcoverde, Fartura do Piauí, Várzea Branca, Bonfim do Piauí, São Braz do Piauí, Brejo do Piauí en João Costa.

### Beschermde gebied
- Nationaal park Serra da Capivara

## Verkeer en vervoer
De plaats ligt aan de radiale snelweg BR-020 tussen Brasilia en Fortaleza. Daarnaast ligt ze aan de wegen BR-324, PI-140 en PI-144.

## Religie
De plaats is zetel van het rooms-katholieke bisdom São Raimundo Nonato.